# Zagorsko-međimurski dijalekt
Zagorsko-međimurski dijalekt ili sjeverozapadni kajkavski dijalekt je jedan od glavnim dijalekata kajkavskog narječja. Odlikuje se uglavnom očuvanjem osnovne kajkavske akcentuacije. Praslavenski t' izjednačio se s č. U većem dijelu zagorsko-međimurskog dijalekta refleks praslavenskih glasova stražnjeg nazala i slogotvornoga l ima posebnu fonološku vrijednost tipa o. Periferni govori ovog dijalekta odstupaju u akcentu – gube opreku po intonaciji, a ponegdje i po kvantiteti.
Ako se gleda kao skupina, obično se dijeli na sljedeće (pod)dijalekte; samoborski, bednjansko-zagorski, varaždinsko-ludbreški, gornjosutlanski i međimurski.
U prošlosti je većinom obuhvaćao područja stare Varaždinske/Zagorske županije (+ rubna područja izvan HR/Slovinja).
Govori se na pograničnom području od Slovenije i Mađarske (oko Kotoribe ispod Nagykanizse i u Prekodravlju) pa sve do Zagreba.
Od slovenskih govora je posebno srodan s prekmurskim narječjem koje se nekoć i ubrajalo u njegove govore (Prekmurje je crkveno spadalo pod zg. nadbiskupiju, a rubni dijelovi Slovenije su nekoć bili dio Hrvatske, odnosno granica je oscilirala).
Dijalekt se može podijeliti na više poddijalekata (koje neki jezikoslovci, npr. Mijo Lončarić smatraju i samostalnim dijalektima);
samoborski, međimurski, varaždinsko-ludbreški, bednjansko-zagorski i gornjosutlanski.